# FK Bačka 1901 Subotica
Fudbalski klub Bačka 1901 Subotica srbijanski je nogometni klub iz Subotice. Osnovan 1901., najstariji je nogometni klub u Srbiji i bivšoj Jugoslaviji.
Klupske prostorije nalaze se na adresi Somborski put 77, Subotica.

## Imena kroz povijest
- Bácska Szabadkai Athletikai Club
- Jugoslavensko atletičko društvo "Bačka"
- Hrvatsko športsko društvo "Bačka"
- Hrvatsko fizkulturno društvo "Građanski"
- FD "Sloboda"
- FD "Zvezda"
- FK "Bačka"

## Povijest
Kao neslužbeni klub prvu utakmicu odigrao je protiv jedne momčadi iz Mohača koju je pobijedio 4:2. Nastupali su: Štamec, Kozla, Konc, Silberlajtner, Mamužić, Horvacski, Hegediš, Ostrogonac, Gruber, Vagner i Omerović.
Osnovan je pod imenom "Bácska Szabadkai Athletikai Club"[nedostaje izvor] 3. kolovoza 1901. godine.
Oko ovog kluba su se okupljali bački Hrvati, što je vidljivo i po tome što je klupski grb bio tradicionalni hrvatski šahirani grb u gornjem lijevom kutu. Po dijagonali je išla lenta s tekstom "Bácska" (takvi grb je i danas). Klupske boje bile su crvena i bijela.
"Bačka" je svoj prvi susret odigrala 18. kolovoza 1901. godine s nogometnim odjelom "Hrvatskog sokola" i Vukovarskim Football Clubom u Osijeku.
Od sezone 1908./09. sudjeluje u prvenstvu južnog područja Kraljevine Ugarske. Do tada je igrala samo prijateljske utakmice, a ugarsko prvenstvo je bilo centralizirano – igrali su ga isključivo budimpeštanski klubovi. Ugarsko prvenstvo igralo se tako što se prvo igralo za prvaka četiri područja: južnog, istočnog, karpatskog i zapadnog. Prvaci svih tih područja međusobno su igrali po kup-sustavu, a pobjednik je doigravao s prvakom budimpeštanskog područja za ugarskog prvaka. Bačka je sudjelovala u svim prvenstvima od 1908./09. do 1914. i 1919. godine. Četiri puta je pobijedila u prvenstvu južnog područja, 1908./09., 1911./12., 1912./13. i 1919. godine. Doprvak je postala 1910. godine, a 1911. godine je ukupno bila 3. u prvenstvu.
Predstavnik ovog kluba je sudjelovao na povijesnoj skupštini u Zagrebu 1919. godine na kojoj je utemeljen Nogometni savez Jugoslavije, a "Bačka" je dobila organizaciju jednog od šest podsaveza NSJ-a.
U svibnju 1920. godine mijenja ime u Jugoslavensko atletičko društvo "Bačka".
Klupske boje 1932. bile su crvena i bijela, a klupska adresa Zapadna Ugarnica 366.
Od 1935. godine klub ima svoju nogometnu školu.
U sezoni 1939./40. Bačka sudjeluje u Hrvatsko-slovenskoj ligi pod imenom Hrvatsko športsko društvo Bačka, a u sezoni 1940./41. igra u prvenstvu Hrvatskog nogometnog podsaveza. Godine 1941. ulaskom Horthyijevih trupa u Suboticu, Bačka vraća izvorno ime i natječe se u 3. mađarskoj ligi.
Dana 26. svibnja 1945. klub mijenja ime u Hrvatsko fizkulturno društvo "Građanski", no to nije dugo potrajalo, jer ga se već u ožujku 1946. godine preimenovalo u "FD Sloboda".
Gradske vlasti su 1949. godine ugasile klub, i to kao prvo od društava s hrvatskim predznakom u Bačkoj. Uskoro su prestala postojati i ostala društva i ustanove s hrvatskim predznakom.
Godine 1950. spajanjem "Bratstva" i "Tekstilca" nastaje FD "Zvezda" koja od 1969. nosi staro ime "Bačka". Staro ime "Bačka" vraćeno je na izvanrednoj godišnjoj skupštini FD "Zvezda", dne 4. lipnja 1969. godine u Velikoj vijećnici Gradske kuće kada je donesena je konačna odluka o promjeni imena kluba u "Bačka".
Godine 2001. nakon proslave 100. godišnjice klub stavlja dodatak 1901., u naziv kluba.
Bačka je nekoliko puta bila prvak južne Ugarske. Igrala je polufinale jugoslavenskog prvenstva 1925. i osminu finala Kupa maršala Tita 1974.
FK Bačka igra na igralištu kraj Somborske kapije koje postoji još od 1899. godine. Sadašnja tribina izgrađena je 1926. godine i ima oko 1000 mjesta za sjedenje i oko 5000 mjesta za stajanje.
"Bačka" je najstariji nogometni klub kojeg su osnovali Hrvati, a i najstariji je aktivni nogometni klub na području bivše Jugoslavije (1898. godine u Subotici je formirana nogometna sekcija Subotičko športskog društva koje rasformirano 1945.). Iako malih dosega u državnim prvenstvima, za svoje obljetnice je uspio uvijek dovesti velike europske momčadi.
- Za 25. rođendan, "Bačkoj" su došli budimpeštanski "Ferencváros" i praška "Viktorija Žiškov", a od ondašnjih domaćih, zagrebački "HAŠK" i beogradski "BSK".
- Za svoj 70. rođendan, "Bačka" je na Somborsku kapiju dovela zagrebački "Dinamo", sarajevski "Željezničar" i budimpeštanski "Ferencváros".
- Za 75. rođendan, "Bačkoj" su na priređeni turnir došli splitski "Hajduk", sarajevski "Željezničar" te budimpeštanski "Ferencváros".[11]
- Za svoj 100. rođendan, početkom kolovoza 2001. godine klub je priredio turnir, koji je za razliku od prijašnjih obljetnica, od velikih imena uspio privući samo novosadsku "Vojvodinu". Ipak, ovakvu časnu obljetnicu su svojim sudjelovanjem uveličala još dva "mala" bačka kluba: apatinska "Mladost" i kulski "Hajduk".

Jedna od vrijednosti ovog kluba je bila ta, kako je rekao njezin kapetan Bojan Ostrogonac: "Kada sam došao Bačku, doživeo sam jako dobar prijem. Nije se gledalo ko je odakle, koliko ima para, da li je sa sela ili je iz grada. Ovo je bilo neočekivano za mene i odmah mi je bilo žao što od prvog dana nisam trenirao u Bačkoj. Društvo je bilo fenomenalno, dolazili smo na teren sat vremena pre početka treninga i ostajali sat vremena kasnije."

## Stadion
Klub igra utakmice na nogometnom stadionu "Kraj Somborske kapije". Sa zapadne strane, stadion ima krovište, a uz glavno, ima i dva pomoćna igrališta.
Na stadionu Bačke 10. srpnja 1940. godine odigrana je utakmica poluzavršnice jednog velikog europskog nogometnog kupa. Odigrana je treća utakmica poluzavršnice Mitropa kupa između zagrebačkog Građanskog i rumunjskog Rapida iz Bukurešta. Nakon što su prva utakmica u Zagrebu i uzvrat u Bukureštu završile 0:0, i treća je okončala neriješeno, 1:1. Potom ni produžetci nisu dali pobjednika pa se igralo još jedne produžetke od 2 x 15 minuta koji opet nisu odlučili pobjednika. Naposljetku je po propozicijama ždrijebom trebalo odrediti konačnog pobjednika, a u tome su bolje prošli rumunjski predstavnici koji su otišli u završnicu.

## Turnir
U listopadu 2007. godine je pokrenut Memorijalni nogometni turnir za pionirsku dobnu kategoriju, a ime nosi po slavnom nogometašu "Bačke" i kasnijem jugoslavenskom reprezentativcu Tihomiru Ognjanovu.

## Pregled plasmana po sezonama
| Sezona        | Rang                                                                | Liga                                                                | Plasman                                                             |
| ------------- | ------------------------------------------------------------------- | ------------------------------------------------------------------- | ------------------------------------------------------------------- |
| 1907./08.     | II.                                                                 | Prvenstvo južne Ugarske                                             | odustala                                                            |
| 1908./09.     | II.                                                                 | Prvenstvo južne Ugarske                                             | 1.                                                                  |
| 1908./09.     | II.                                                                 | Za najbolju ruralnu momčad                                          | polufinale                                                          |
| 1909./10.     | II.                                                                 | Prvenstvo južne Ugarske                                             | 2.                                                                  |
| 1910./11.     | II.                                                                 | Prvenstvo južne Ugarske                                             | 3.                                                                  |
| 1911./12.     | II.                                                                 | Prvenstvo južne Ugarske                                             | 1.                                                                  |
| 1911./12.     | II.                                                                 | Za prvaka regije                                                    | izgubila                                                            |
| 1912./13.     | II.                                                                 | Prvenstvo južne Ugarske (segedinsko područje)                       | 1.                                                                  |
| 1912./13.     | II.                                                                 | Za najbolju ruralnu momčad                                          | polufinale                                                          |
| 1913./14.     | II.                                                                 | Prvenstvo južne Ugarske (segedinsko područje)                       | 2.                                                                  |
| 1914. – 1918. | Nije igrala jer je većina igrača sudjelovala u Prvom svjetskom ratu | Nije igrala jer je većina igrača sudjelovala u Prvom svjetskom ratu | Nije igrala jer je većina igrača sudjelovala u Prvom svjetskom ratu |
| 1918./19.     | II.                                                                 | Prvenstvo južne Ugarske (zapadno područje)                          | 2. (u trenutku prekida)                                             |
| 1919.         | I.                                                                  | Prvenstvo Subotice                                                  | 1.                                                                  |
| 1920.         | I.                                                                  | Bačvansko prvenstvo – I. grupa – Subotički okrug                    | 2.                                                                  |
| 1920.         | I.                                                                  | Prvenstvo Subotice                                                  | 1.                                                                  |
| 1920./21.     | I.                                                                  | Prvenstvo Subotičkog podsaveza                                      | 1.                                                                  |
| 1921./22.     | I.                                                                  | Prvenstvo Subotičkog podsaveza                                      | 1.                                                                  |
| 1922./23.     | I.                                                                  | Prvenstvo Subotičkog podsaveza                                      | 1.                                                                  |
| 1923.         | I.                                                                  | Prvenstvo Kraljevine SHS                                            | četvrtfinale                                                        |
| 1923./24.     | I.                                                                  | Prvenstvo Subotičkog podsaveza                                      | 2.                                                                  |
| 1924./25.     | I.                                                                  | Prvenstvo Subotičkog podsaveza                                      | 1.                                                                  |
| 1925.         | I.                                                                  | Prvenstvo Kraljevine SHS                                            | polufinale                                                          |
| 1925./26.     | I.                                                                  | Prvenstvo Subotičkog podsaveza                                      | 1.                                                                  |
| 1926.         | I.                                                                  | Prvenstvo Kraljevine SHS                                            | četvrtfinale                                                        |
| 1926./27.     | I.                                                                  | Prvenstvo Subotičkog podsaveza                                      | 2.                                                                  |
| 1927./28.     | I.                                                                  | Prvenstvo Subotičkog podsaveza                                      | 2.                                                                  |
| 1928./29.     | I.                                                                  | Prvenstvo Subotičkog podsaveza – grupa Subotica                     | 3.                                                                  |
| 1929./30.     | I.                                                                  | Prvenstvo Subotičkog podsaveza – grupa Subotica                     | 1.                                                                  |
| 1929./30.     | I.                                                                  | Za prvaka Subotičkog nogometnog podsaveza                           | pobijedila                                                          |
| 1930.         | I.                                                                  | Prednatjecanje za prvenstvo Kraljevine Jugoslavije                  | izgubila                                                            |
| 1930./31.     | I.                                                                  | Prednatjecanje za prvenstvo Kraljevine Jugoslavije – III. grupa     | 4.                                                                  |
| 1931./32.     | I.                                                                  | Prvenstvo Subotičkog podsaveza – grupa Subotica                     | 1.                                                                  |
| 1931./32.     | I.                                                                  | Za prvaka Subotičkog nogometnog podsaveza                           | 1.                                                                  |
| 1931./32.     | I.                                                                  | Prednatjecanje za prvenstvo Kraljevine Jugoslavije – IV. grupa      | 3.                                                                  |
| 1932./33.     | I.                                                                  | Prvenstvo Subotičkog podsaveza – grupa Subotica                     | 1.                                                                  |
| 1932./33.     | I.                                                                  | Za prvaka Subotičkog nogometnog podsaveza                           | 2.                                                                  |
| 1933./34.     | I.                                                                  | Prvenstvo Subotičkog podsaveza – grupa Subotica                     | 2.                                                                  |
| 1934./35.     | I.                                                                  | Prvenstvo Subotičkog podsaveza – grupa Subotica                     | 1.                                                                  |
| 1934./35.     | I.                                                                  | Za prvaka Subotičkog nogometnog podsaveza                           | 2.                                                                  |
| 1935./36.     | I.                                                                  | Prvenstvo Subotičkog podsaveza – grupa Subotica                     | 3.                                                                  |
| 1936./37.     | I.                                                                  | Prvenstvo Subotičkog podsaveza – grupa Subotica                     | 1.                                                                  |
| 1936./37.     | I.                                                                  | Za prvaka Subotičkog nogometnog podsaveza                           | 1.                                                                  |
| 1937./38.     | I.                                                                  | Kvalifikacije za prvenstvo Kraljevine Jugoslavije – sjeverna zona   | polufinale                                                          |
| 1937./38.     | I.                                                                  | Prvenstvo Subotičkog podsaveza – grupa Subotica                     | 1.                                                                  |
| 1937./38.     | I.                                                                  | Za prvaka Subotičkog nogometnog podsaveza                           | pobijedio                                                           |
| 1938./39.     | I.                                                                  | Kvalifikacije za prvenstvo Kraljevine Jugoslavije – druga zona      | 1. kolo                                                             |
| 1938./39.     | I.                                                                  | Prvenstvo Subotičkog podsaveza – grupa Subotica                     | 2.                                                                  |
| 1939./40.     | I.                                                                  | Hrvatsko-slovenska liga                                             | 9.                                                                  |
| 1940./41.     | I.                                                                  | Prvenstvo Banovine Hrvatske                                         | 10.                                                                 |
| 1940./41.     | IV.                                                                 | Južno prvenstvo – II. grupa                                         | 3.                                                                  |
| 1941./42.     | III.                                                                | 3. rang mađarskog prvenstva – grupa Alföld                          | 13.                                                                 |
| 1942./43.     | III.                                                                | 3. rang mađarskog prvenstva – grupa Alföld                          | 2.                                                                  |
| 1943./44.     | III.                                                                | 3. rang mađarskog prvenstva – grupa Bačka                           | 2.                                                                  |
| 1944./45.     | II.                                                                 | Područje Alföld                                                     | 1. (u trenutku prekida)                                             |
| 1945./46.     | I.                                                                  | Kvalifikacije za Sjevernu grupu – Subotica                          | 2.                                                                  |
| 1945./46.     | I.                                                                  | Sjeverna grupa                                                      | 4.                                                                  |
| 1946./47.     | II.                                                                 | Sjeverna grupa Srpske lige                                          | 3.                                                                  |
| 1947./48.     | III.                                                                | Vojvođanska liga                                                    | 2.                                                                  |
| 1948./49.     | III.                                                                | Srpska liga                                                         | 10.                                                                 |
| 1950.         | V.                                                                  | Vojvođanska liga                                                    | 10.                                                                 |
| 1951.         | V.                                                                  | Bačka zona                                                          | 1.                                                                  |
| 1952.         | ???                                                                 | ???                                                                 | ???                                                                 |
| 1952./53.     | II.                                                                 | Vojvođanska liga                                                    | 10.                                                                 |
| 1953./54.     | III.                                                                | Vojvođanska liga                                                    | 11.                                                                 |
| 1954./55.     | IV.                                                                 | Međupodsavezna liga Subotica – Sombor                               | 6.                                                                  |
| 1955./56.     | III.                                                                | Međupodsavezna liga Subotica – Sombor                               | 4.                                                                  |
| 1956./57.     | III.                                                                | Međupodsavezna liga Subotica – Sombor                               | 1.                                                                  |
| 1957./58.     | II.                                                                 | Treća zona                                                          | 9.                                                                  |
| 1958./59.     | III.                                                                | Vojvođanska liga                                                    | 5.                                                                  |
| 1959./60.     | III.                                                                | Vojvođanska liga                                                    | 10.                                                                 |
| 1960./61.     | IV.                                                                 | Podsavezna liga Subotica                                            | 1.                                                                  |
| 1961./62.     | III.                                                                | Vojvođanska liga                                                    | 4.                                                                  |
| 1962./63.     | III                                                                 | Srpska liga – Sjever                                                | 6.                                                                  |
| 1963./64.     | III                                                                 | Srpska liga – Sjever                                                | 9.                                                                  |
| 1964./65.     | III                                                                 | Srpska liga – Sjever                                                | 3.                                                                  |
| 1965./66.     | III                                                                 | Srpska liga – Sjever                                                | 11.                                                                 |
| 1966./67.     | III                                                                 | Srpska liga – Sjever                                                | 9.                                                                  |
| 1967./68.     | III                                                                 | Srpska liga – Sjever                                                | 4.                                                                  |
| 1968./69.     | III.                                                                | Vojvođanska liga                                                    | 6.                                                                  |
| 1969./70.     | III.                                                                | Vojvođanska liga                                                    | 4.                                                                  |
| 1970./71.     | III.                                                                | Vojvođanska liga                                                    | 5.                                                                  |
| 1971./72.     | III.                                                                | Vojvođanska liga                                                    | 10.                                                                 |
| 1972./73.     | III.                                                                | Vojvođanska liga                                                    | 3.                                                                  |
| 1973./74.     | III.                                                                | Vojvođanska liga                                                    | 5.                                                                  |
| 1974./75.     | III.                                                                | Vojvođanska liga                                                    | 3.                                                                  |
| 1975./76.     | III.                                                                | Vojvođanska liga                                                    | 2.                                                                  |
| 1976./77.     | III.                                                                | Vojvođanska liga                                                    | 8.                                                                  |
| 1977./78.     | III.                                                                | Vojvođanska liga                                                    | 4.                                                                  |
| 1978./79.     | III.                                                                | Vojvođanska liga                                                    | 17.                                                                 |
| 1979./80.     | IV.                                                                 | Područna liga                                                       | 2.                                                                  |
| 1980./81.     | IV.                                                                 | Područna liga                                                       | 1.                                                                  |
| 1981./82.     | IV.                                                                 | Područna liga                                                       | 7.                                                                  |
| 1982./83.     | IV.                                                                 | Područna liga                                                       | 1.                                                                  |
| 1983./84.     | III.                                                                | Vojvođanska liga                                                    | 12.                                                                 |
| 1984./85.     | III.                                                                | Vojvođanska liga                                                    | 7.                                                                  |
| 1985./86.     | III.                                                                | Vojvođanska liga                                                    | 15.                                                                 |
| 1986./87.     | III.                                                                | Vojvođanska liga                                                    | 10.                                                                 |
| 1987./88.     | III.                                                                | Vojvođanska liga                                                    | 13.                                                                 |
| 1988./89.     | IV.                                                                 | Vojvođanska liga                                                    | 7.                                                                  |
| 1989./90.     | IV.                                                                 | Vojvođanska liga                                                    | 6.                                                                  |
| 1990./91.     | IV.                                                                 | Vojvođanska liga                                                    | 5.                                                                  |
| 1991./92.     | IV.                                                                 | Vojvođanska liga                                                    | 7.                                                                  |
| 1992./93.     | IV.                                                                 | Vojvođanska liga                                                    | 2.                                                                  |
| 1993./94.     | III.                                                                | Srpska liga – Sjever                                                | 8.                                                                  |
| 1994./95.     | III.                                                                | Srpska liga – Sjever                                                | 15.                                                                 |
| 1995./96.     | III.                                                                | Srpska liga – Vojvodina                                             | 13.                                                                 |
| 1996./97.     | IV.                                                                 | Srpska liga – Vojvodina                                             | 15.                                                                 |
| 1997./98.     | V.                                                                  | Vojvođanska liga – Zapad                                            | 10.                                                                 |
| 1998./89.     | ???                                                                 | ???                                                                 | ???                                                                 |
| 1999./00.     | IV.                                                                 | Vojvođanska liga – Sjever                                           | 10.                                                                 |
| 2000./01.     | IV.                                                                 | Vojvođanska liga – Sjever                                           | 1.                                                                  |
| 2001./02.     | III.                                                                | Srpska liga – Vojvodina                                             | 15.                                                                 |
| 2002./03.     | IV.                                                                 | Prva vojvođanska liga                                               | 3.                                                                  |
| 2003./04.     | IV.                                                                 | Prva vojvođanska liga                                               | 6.                                                                  |
| 2004./05.     | ???                                                                 | ???                                                                 | ???                                                                 |
| 2005./06.     | III.                                                                | Srpska liga – Vojvodina                                             | 17.                                                                 |
| 2006./07.     | ???                                                                 | ???                                                                 | ???                                                                 |
| 2007./08.     | ???                                                                 | ???                                                                 | ???                                                                 |
| 2008./09.     | IV.                                                                 | Vojvođanska liga – Istok                                            | 3.                                                                  |
| 2009./10.     | IV.                                                                 | Vojvođanska liga – Istok                                            | 2.                                                                  |
| 2010./11.     | IV.                                                                 | Vojvođanska liga – Istok                                            | 8.                                                                  |
| 2011./12.     | IV.                                                                 | Vojvođanska liga – Istok                                            | 4.                                                                  |
| 2012./13.     | IV.                                                                 | Vojvođanska liga – Istok                                            | 2.                                                                  |
| 2013./14.     | III.                                                                | Srpska liga – Vojvodina                                             | 11.                                                                 |
| 2014./15.     | III.                                                                | Srpska liga – Vojvodina                                             | 3.                                                                  |
| 2015./16.     | III.                                                                | Srpska liga – Vojvodina                                             | 6.                                                                  |
| 2016./17.     | III.                                                                | Srpska liga – Vojvodina                                             | 6.                                                                  |
| 2017./18.     | III.                                                                | Srpska liga – Vojvodina                                             | 13.                                                                 |
| 2018./19.     | III.                                                                | Srpska liga – Vojvodina                                             | 5.                                                                  |
| 2019./20.     | III.                                                                | Srpska liga – Vojvodina                                             | 2. (u trenutku prekida)                                             |
| 2020./21.     | III.                                                                | Srpska liga – Vojvodina                                             | 15.                                                                 |
| 2021./22.     | IV.                                                                 | Vojvođanska liga – Sjever                                           | 2.                                                                  |
| 2022./23.     | IV.                                                                 | Vojvođanska liga – Sjever                                           | 7.                                                                  |
| 2023./24.     | IV.                                                                 | Vojvođanska liga – Sjever                                           | 9.                                                                  |
| 2024./25.     | IV.                                                                 | Vojvođanska liga – Sjever                                           |                                                                     |

## Postave po sezonama
(popis nepotpun)
- 1940./41.: Stipić, Evetović, Bojić, Šarčević, Mihaljčević, Jung, Vidaković, Ampelić, Gabrić, Bukva, Baraković.

Prvenstveno natjecanje su okončali na 10. mjestu.
- 2001./02.: Kujundžić, Mandić, Godar, (Vuković), Ostrogonac, Saulić, Bjedov, Žarković, Šiška, Jelić, Vesnić, Karas, (Marinković).

Nastupali su u Republičkoj ligi "Sjever", skupina Vojvodina.
- 2002./03.: Poljaković, Perišić, Pufek, Skenderović (Kurai), Veselinović, Bošnjak, Harmat, Radović (Vuković), Romić (Bjedov), Bator, Perović.[60][61] Igrali su još i Marko Moravčić i Perović.

Sezonu su okončali na 3. mjestu 1. vojvođanske lige, s 15 pobjeda, 9 neriješenih i 3 poraza, uz gol-razliku od 48:22.
- 2003./04.: Gorjanac, Harmath, Bošnjak, M. Poljaković (Kopunović), Saulić, Perišić, Pufek, Šiška, Perović (Petrović), Takács, Moravčić

Sezonu su okončali na 5. mjestu 1. vojvođanske lige, s 8 pobjeda, 8 neriješenih i 3 poraza.
- 2006./07.: Sabo, Harmat, Vuković, Babić, Šarčević, Ostrogonac, Lukač (Antunović), Salatić (Moravčanin), Đereg, Takač (Vitković), Perović.

Te sezone je klub u zadnjem kolu osigurao opstanak u Vojvođanskoj ligi.
- 2007./08.: Bilinović, Đereg, Perović, Ilovac, Babić, Vojnić (Radović), Rajkovača (Takač), Lazić, Čevarušić, Petrović (Palfi) i Ivanović.

Osvojili su 3. mjestu u Vojvođanskoj ligi – Sjever sa 60 bodova. Bačka je te sezone imala najbolju obranu: u 30 kola su primili samo 13 pogodaka.
- 2008./09.:

Sezonu su okončali na 3. mjestu Vojvođanske lige – Istok. U 34 utakmice su osvojili 63 boda u 19 pobjeda, 6 neriješenih i 9 poraza, uz omjer pogodaka 64:25, iako su na polusezoni bili uvjerljivo prvi.

## Poznati igrači
Najpoznatiji igrači u povijesti ovog kluba su bili:
- Antun Copko, reprezentativac Mađarske i Kraljevine SHS
- Remija Marcikić-Kapetan, reprezentativac Mađarske i Kraljevine SHS
- Andrija Kujundžić "Čiča", olimpijski reprezentativac Kraljevine SHS
- Nesto Kopunović "Netoj"
- Tihomir Ognjanov "Bata", jugoslavenski reprezentativac
- Antun Rudinski, jugoslavenski reprezentativac, kasnije veliki golgeter u "Crvenoj zvezdi"
- M. Horvacki
- J. Horvacki
- Goran Kesar – trener u Zmaja
- Josip Zemko, jugoslavenski reprezentativac
- Jožef Sabo-Joćo
- Zoltan Kujundžić
- Mihalj Kečkeš
- Lajoš Jakovetić
- Beno Cvijanov, kandidat za jugoslavensku reprezentaciju[63]

Pokraj svih navedenih, u "Bačkine" legende valja navesti i Ivana Sarića, Đuru Stantića, Zoltana Wagnera.
Legendarni partizanski vođa, Jovan Mikić – Spartak, po kome se zove gradski suparnik, prve je športske korake napravio na terenu "Bačke".

## "Bačka" u umjetnosti
"Bačka" je dobila i svoje književno i filmsko uprizorenje. Još 1926. je godine poznati filmaš Aleksandar Lifka snimio film u povodu 25. obljetnice postojanja Bačke.
Hrvatski književnik iz Bačke, Milivoj Prćić, svoju je monodramu iz 2004. "Pivaj Bačka veselo", posvetio ovom nogometnom klubu, koji je bio od velikog značaja za kulturnu i športsku autonomiju bačkih Hrvata i u Ugarskoj u Austro-Ugarskoj, te kasnije u Kraljevini Jugoslaviji.
Po istoj monodrami, Rajko Ljubić je 2006. godine režirao i istoimeni film.

## Tužna povijest
Zbog svojih hrvatskih obilježja, bila je metom napada i prijetnja srpskih ekstremista (nazivalo ih se "ustaškim klubom kojem nema mesta u srpskoj ligi").

## Zanimljivosti
- Klupska tradicionalna zabavna večer se zove "crveno-bijela zabava"[67]
- Zbog crveno-bijelog dresa, s okomitim prugama, kada bi gostovali u inozemstvu, nerijetko su ih miješali s beogradskom "Crvenom zvezdom".

## Knjige
- FK BAČKA 1901- 1971 monografija, Subotica 1971., 191 str.
- Lučonoše jugoslovenskog fudbala FK Bačka 1901-2001, monografija u povodu 100 godina postojanja, gl. ur. Živojin Inić, Subotica: Fudbalski klub Bačka, 2001., 172 str.  Arhivirana inačica izvorne stranice od 11. veljače 2025. (Wayback Machine)

## Vanjske poveznice

### O klubu
- (srp.) Klupske stranice  Arhivirana inačica izvorne stranice od 29. studenoga 2010. (Wayback Machine)
- [neaktivna poveznica]
- Nogometni leksikon
- Hrvatska riječ Bačkini dječaci 9. u svijetu, 23. srp 2004.
- Hrvatska riječ Povratak dostojanstva najstarijem klubu
- Hrvatska riječ O najboljem igraču godišta 1997. za 2005. u Bačkoj, 29. prosinca 2005.
- Hrvatska riječ "Bačka" na filmu
- Radio-Subotica  Arhivirana inačica izvorne stranice od 11. listopada 2007. (Wayback Machine) Prvi Memorijalni nogometni turnir «Tihomir Bata Ognjanov»
- (srp.) Jubilej FK Bačke  Arhivirana inačica izvorne stranice od 27. rujna 2007. (Wayback Machine) na subotica.info
- (srp.) Jubilej Jubilej FK Bačke - subotica_info  Arhivirana inačica izvorne stranice od 27. rujna 2007. (Wayback Machine)
- (srp.) Klupski dresovi
- (srp.) Klupski dresovi i grb
- Facebook stranica kluba

### Poznati igrači
- Hrvatska riječ Kitovi, bakalari i nogomet na Ovčijim otocima

### Povijest kluba
Podlistak u "Subotičkima" I-VII (na srpskom):

"FK Bačka 1901–2006.: Datumi koji su određivali jugoslovensku futbolsku istoriju"
- (srp.) I - Obeležili početak fudbalske istorije  Arhivirana inačica izvorne stranice od 14. srpnja 2007. (Wayback Machine)
- (srp.) II - Fudbal na srpskom dvoru  Arhivirana inačica izvorne stranice od 14. srpnja 2007. (Wayback Machine)
- (srp.) III - Igra "Bačke" u Kraljevini  Arhivirana inačica izvorne stranice od 27. rujna 2007. (Wayback Machine)
- (srp.) IV - Smena generacija  Arhivirana inačica izvorne stranice od 27. rujna 2007. (Wayback Machine)
- (srp.) V - Bačkina fudbalska golgota  Arhivirana inačica izvorne stranice od 27. rujna 2007. (Wayback Machine)
- (srp.) VI - Jubileji, velikani i kontroverze  Arhivirana inačica izvorne stranice od 27. rujna 2007. (Wayback Machine)